# XO (album)
XO è il quarto album in studio di Elliott Smith, pubblicato con l'etichetta discografica DreamWorks Records il 25 agosto 1998.

## Tracce
(Tutte scritte da Elliott Smith)
1. Sweet Adeline - 3:15
2. Tomorrow Tomorrow - 3:07
3. Waltz #2 (XO) - 4:40
4. Baby Britain - 3:13
5. Pitseleh - 3:22
6. Independence Day - 3:04
7. Bled White - 3:22
8. Waltz #1 - 3:22
9. Amity - 2:20
10. Oh Well, Okay - 2:33
11. Bottle Up and Explode! - 2:58
12. A Question Mark - 2:41
13. Everybody Cares, Everybody Understands - 4:25
14. I Didn't Understand - 2:17